# Championnat de Jordanie de football 1990
Navigation
Saison précédente Saison suivante
La saison 1990 du Championnat de Jordanie de football est la quarante-deuxième édition du championnat de première division en Jordanie. La compétition est disputée sous forme de poule unique où les dix meilleurs clubs du pays s'affrontent deux fois au cours de la saison, à domicile et à l'extérieur. En fin de saison, les deux derniers du classement sont relégués et remplacés par les deux meilleurs clubs de deuxième division.
C'est le club d'Al-Faisaly Club, double tenant du titre, qui remporte à nouveau la compétition après avoir terminé en tête du classement final, avec un seul point d'avance sur Al Hussein Irbid et quatre sur Al-Weehdat Club, qui reprend son nom originel. C'est le vingt-troisième titre de champion de Jordanie de l'histoire du club.
Pour une raison indéterminée, le club d'Al Ramtha SC est exclu du championnat après la 9e journée mais n'est pas relégué. En revanche, le succès du club en finale de la Coupe de Jordanie lui permet de se qualifier pour la Coupe d'Asie des vainqueurs de coupe.

## Les clubs participants
| - Al Deffatain - Al Ramtha SC - Al Hussein Irbid - Al-Ahli Amman - Al Buqa'a | - Al Jazira Amman - Al-Faisaly Club - Al Arabi Irbid - Promu de D2 - Ain Karem SC - Promu de D2 - Al-Qadisiya SC |

## Compétition

### Classement
Le barème utilisé pour établir le classement est le suivant :
- Victoire : 2 points
- Match nul : 1 point
- Défaite : 0 point

| Rang | Équipe              | Pts | J  | G  | N | P  | Bp | Bc | Diff |
| ---- | ------------------- | --- | -- | -- | - | -- | -- | -- | ---- |
| 1    | Al-Faisaly ClubT    | 26  | 17 | 11 | 4 | 2  | 36 | 12 | +24  |
| 2    | Al Hussein Irbid    | 25  | 17 | 11 | 3 | 3  | 32 | 15 | +17  |
| 3    | Al-Weehdat Club     | 22  | 17 | 9  | 4 | 4  | 25 | 15 | +10  |
| 4    | Al Ramtha SCC exclu | 17  | 9  | 8  | 1 | 0  | 16 | 4  | +12  |
| 5    | Al Jazira Amman     | 15  | 17 | 5  | 5 | 7  | 15 | 18 | -3   |
| 6    | Al-Qadisiya SC      | 14  | 17 | 5  | 4 | 8  | 19 | 21 | -2   |
| 7    | Al Arabi IrbidP     | 14  | 17 | 5  | 4 | 8  | 15 | 24 | -9   |
| 8    | Al-Ahli Amman       | 12  | 17 | 3  | 6 | 8  | 9  | 19 | -10  |
| 9    | Ain Karem SCP       | 11  | 17 | 3  | 5 | 9  | 13 | 28 | -15  |
| 10   | Al Buqa'a           | 6   | 17 | 2  | 2 | 13 | 13 | 37 | -24  |

|  | Champion de Jordanie 1990                                                                |
|  | Qualification pour la Coupe des Coupes 1991-1992                                         |
|  | Relégation directe en deuxième division                                                  |
|  | T : Tenant du titre C : Vainqueur de la Coupe de Jordanie P : Promu de deuxième division |

### Matchs
| Résultats (▼dom., ►ext.) | Fay | Wah | Ram | Ahl | Jaz | Hus | Qad | Buq | Ara | Ain |
| Al Faisaly Club          |     | 1-1 | 0-0 | 0-0 | 3-1 | 1-0 | 1-3 | 2-0 | 1-0 | 3-1 |
| Al-Weehdat Club          | 1-2 |     | 1-2 | 2-0 | 0-0 | 0-2 | 1-0 | 3-0 | 2-0 | 1-0 |
| Al Ramtha SC             |     |     |     | 2-1 | 2-0 | 1-0 | 4-1 | 2-1 | 2-0 | 1-0 |
| Al-Ahli Amman            | 0-5 | 0-1 |     |     | 1-0 | 1-1 | 0-0 | 4-0 | 0-0 | 0-1 |
| Al Jazira Amman          | 0-2 | 0-0 |     | 1-1 |     | 0-1 | 3-0 | 1-0 | 1-1 | 0-0 |
| Al Hussein Irbid         | 1-0 | 2-5 |     | 3-0 | 3-1 |     | 1-0 | 2-1 | 1-1 | 0-0 |
| Al Qadisiya SC           | 1-3 | 3-0 |     | 0-0 | 2-1 | 0-1 |     | 1-0 | 1-2 | 0-1 |
| Al Buqa'a                | 2-2 | 0-2 |     | 1-0 | 1-2 | 2-7 | 2-6 |     | 2-0 | 0-0 |
| Al Arabi Amman           | 0-3 | 0-2 |     | 2-0 | 0-2 | 2-5 | 0-0 | 1-0 |     | 3-0 |
| Ain Karem SC             | 1-7 | 3-3 |     | 0-1 | 1-2 | 0-2 | 1-1 | 2-1 | 2-3 |     |

## Bilan de la saison
| Championnat de Jordanie de football 1990   |                             |
| Champion                                   | Al-Faisaly Club (23e titre) |
| Coupes et trophées                         |                             |
| Vainqueur de la Coupe de Jordanie 1990     | Al Ramtha SC                |
| Qualifications continentales               |                             |
| Coupe d'Asie des clubs champions 1991-1992 | Aucun                       |
| Coupe des Coupes 1991-1992                 | Al Ramtha SC                |
| Promotions et relégations                  |                             |
| Promus en première division                | Al Jeel                     |
| Promus en première division                | Al Karmal                   |
| Relégués en deuxième division              | Ain Karem SC                |
| Relégués en deuxième division              | Al Buqa'a                   |